# Agfa Agfachrome

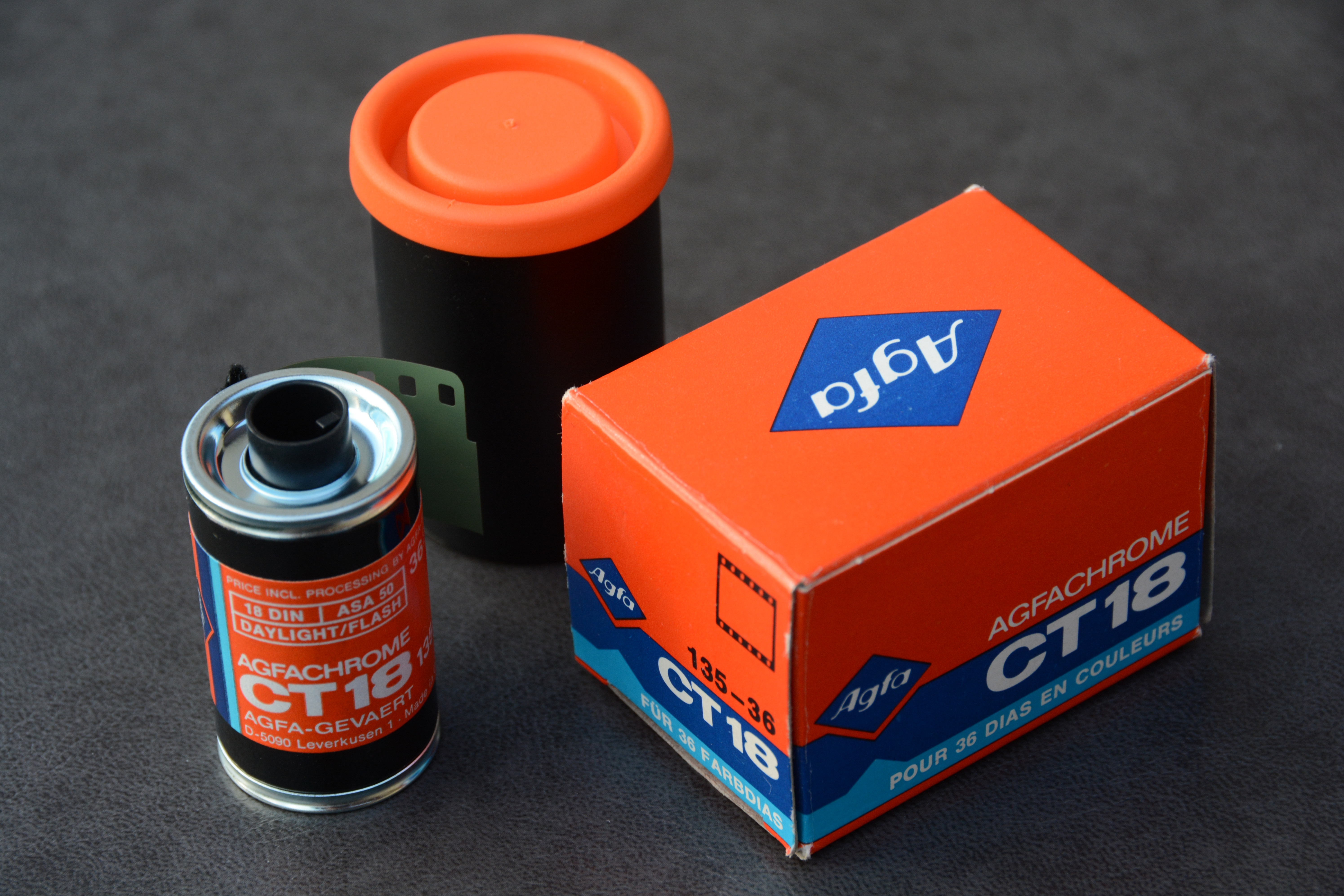
Agfa Agfachrome CT18 Diafilm mit Originalverpackung (Ablaufdatum Januar 1981)

Agfachrome war der Markenname für Diafilme des deutschen Fotoartikelherstellers Agfa.
Bis zur Fusion mit der belgischen Gevaert zu Agfa-Gevaert wurden diese Positivfilme unter dem Namen Agfacolor vertrieben, demselben Namen wie die farbigen Negativfilme.

## Agfachrome CT 18

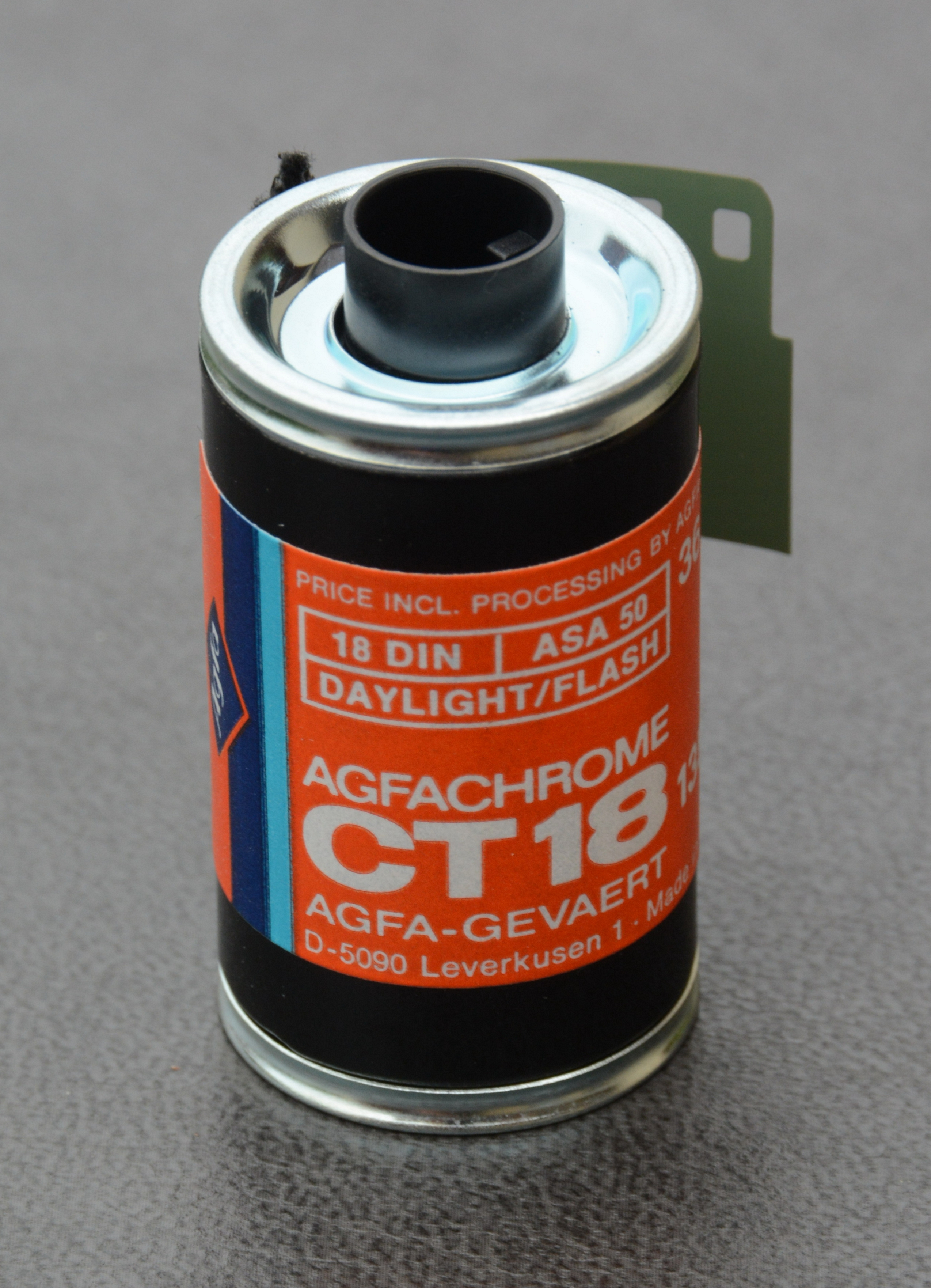
Agfachrome CT18

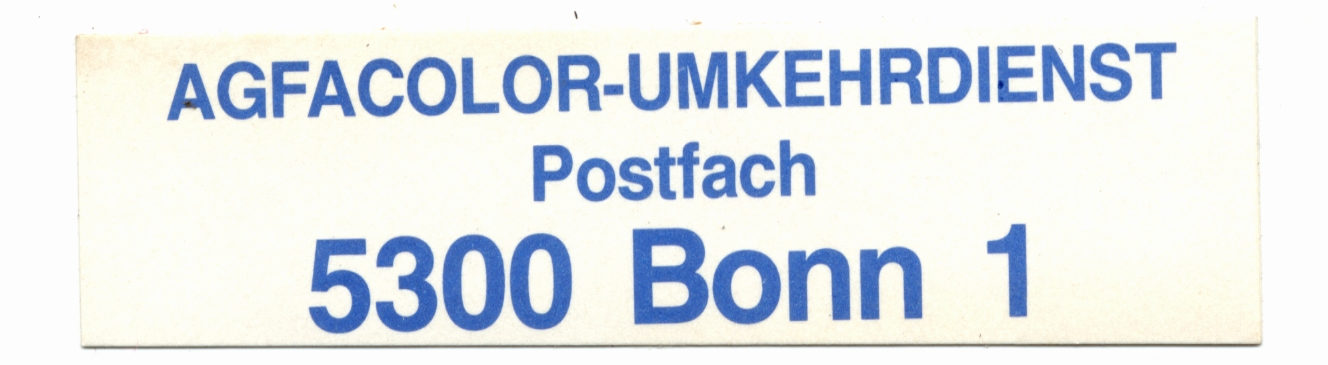
Adressaufkleber für die Einsendung belichteter Agfachrome-Diafilme zur Entwicklung

Der Agfachrome CT 18 (Color Tageslicht 18° DIN) galt vielen Amateurfotografen in Deutschland von den späten 1960ern bis zu seiner Einstellung im Jahr 1985 als Standardmaterial der Diafotografie. Der Film mit einer Empfindlichkeit von ISO 50 / 18° war bekannt für seine warmen, angenehmen Farben, was besonders für die Wiedergabe von Hauttönen galt, und zwar durchaus auf Kosten der Farbrichtigkeit. Die Schärfe der Dias war gut, die Körnigkeit deutlich.
Der Film ist nicht besonders langzeitstabil. Bei den Dias zeigen sich trotz guter Lagerung spätestens nach einigen Jahrzehnten sehr deutliche Farbverschiebungen in Richtung Rot. Gleich alter Kodak Ektachrome zeigt eine wesentlich geringere Farbverschiebung (in Richtung Blau).
Beim Scannen mit Filmscannern, die über einen Infrarotscan Staub und Kratzer entfernen, zeigt der CT 18 (ähnlich wie der Kodak Kodachrome, aber nicht so ausgeprägt) die Tendenz, Infrarot zu sperren. Dadurch kann es zu Fehlfunktionen des Infrarotverfahrens zur Staub- und Kratzerentfernung kommen.
Agfachrome CT 18 wurde im Agfa-eigenen Prozess AP-41 entwickelt und war daher inkompatibel zum später gängigsten Diafilm-Verarbeitungsprozess, dem Verfahren E-6 von Kodak. 1984 stellte Agfa schließlich seine Diafilme auf das E-6-Verfahren um, in den 1990er Jahren wurde die Entwicklung im AP-41-Verfahren fast überall eingestellt. Heute (2013) bieten weltweit nur noch wenige spezialisierte Firmen die Entwicklung an.
In der DDR wurde während der Teilung Deutschlands ein sehr ähnlicher Film von ORWO – einem ehemaligen Agfa-Werk – als Orwochrom UT 18 (Umkehrfilm Tageslicht 18° DIN) bis zu den 1990er Jahren hergestellt. ORWO hielt in der Verarbeitungsvorschrift 9165 einen kompatiblen Entwicklungsprozess fest.

## Moderne Agfachrome-Filme
Nach der Umstellung der Diafilme auf den von Kodak entwickelten Prozess E-6 im Jahr 1984 wurde der Markenname Agfachrome beibehalten. Diese moderneren Filme zeichneten sich durch eine natürlichere Farbgebung und feineres Korn aus. Filmkenner bemängelten aber, dass ihnen dabei die typische Farbgebung und das akzentuierte Korn der CT-18-Dias fehlten.

### Agfachrome RSX

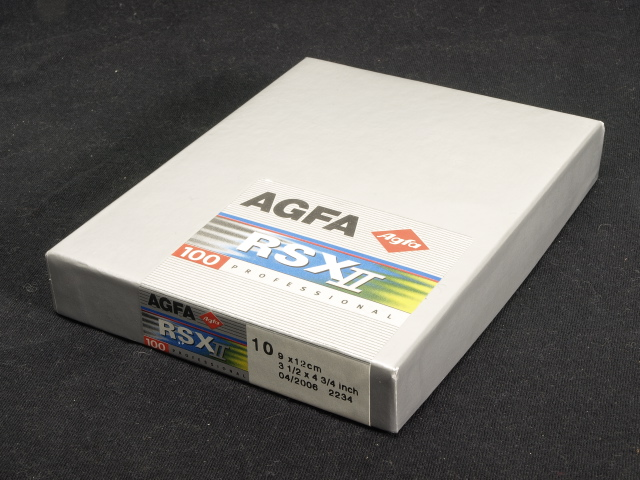
AGFA RSXII 100ASA Planfilm 9 × 12 cm

Agfachrome RSX war ein für professionelle Ansprüche entwickelter Diafilm, der seit den späten 1980ern bis zur Aufgabe des Agfa-Fotogeschäfts verkauft wurde. Danach wurde bis 2014 lediglich die Variante mit 200ASA als „Aviphot Chrome 200 PE1“ für Luftbilder weiterhin im belgischen Agfa-Werk hergestellt und z. B. von der Hans O. Mahn & CO. KG unter dem Namen Rollei Digibase CR vertrieben. Restbestände sind bei einigen Anbietern auch jetzt (Juli 2015) noch erhältlich.

### Auflösungsvermögen
Die Körnigkeit wird als RMS-Wert angegeben. Das Auflösungsvermögen wurde bei verschiedenen Objektkontrasten (1,6:1 und 1000:1) gemessen und wird in Linien pro Millimeter angegebenen.
| Filmtyp               | Körnigkeit (RMS) | Auflösungsvermögen in L/mm bei Objektkontrast | Auflösungsvermögen in L/mm bei Objektkontrast |
| Filmtyp               | Körnigkeit (RMS) | 1,6:1                                         | 1000:1                                        |
| --------------------- | ---------------- | --------------------------------------------- | --------------------------------------------- |
| Agfachrome RS 50 Plus | 10               | -                                             | -                                             |
| Agfachrome RSX II 50  | 10               | 55                                            | 125                                           |
| Agfachrome RSX II 100 | 10               | 50                                            | 125                                           |
| Agfachrome RSX II 200 | 12               | 50                                            | 110                                           |
| Agfachrome 1000 RS    | 26               | -                                             | -                                             |